# Fontaine-Henry
Pour les articles homonymes, voir Henry.
Fontaine-Henry est une commune française, située dans le département du Calvados en région Normandie, peuplée de 519 habitants.

## Géographie
Fontaine-Henry est située en Bessin, entre Caen et Courseulles-sur-Mer. Le Douet traverse la commune au milieu d'un vallon en contrebas du plateau calcaire. Hormis le clocher de l'église, le village est ainsi quasiment invisible vu des champs de blé alentour. Une autre curiosité locale est la présence de grottes creusées dans le calcaire à usage de carrières de pierre qui servent aujourd'hui de champignonnières.
| Reviers           | Reviers        | Bény-sur-Mer |
| Amblie            | Fontaine-Henry | Bény-sur-Mer |
| Le Fresne-Camilly | Thaon          | Basly        |

Le 1er janvier 2017, la commune passe de l'arrondissement de Caen à celui de Bayeux.

### Hydrographie
La commune est située dans le bassin Seine-Normandie. Elle est drainée par la Mue, un bras de la Mue et le Douet,,.
La Mue, d'une longueur de 22 km, prend sa source dans la commune de Thue et Mue et se jette  dans la Seulles à Reviers, après avoir traversé dix communes. 

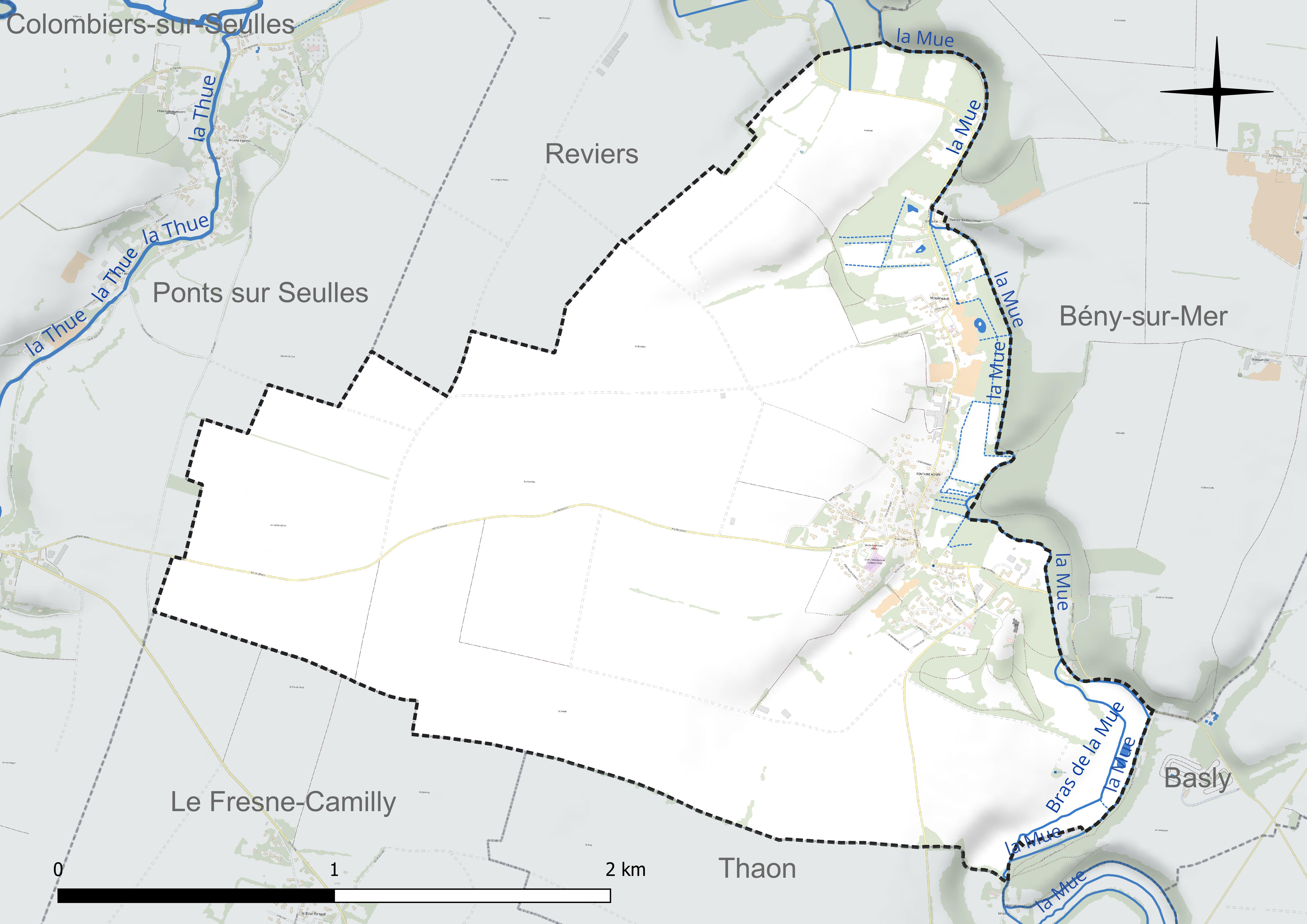
Réseau hydrographique de Fontaine-Henry.

### Climat
Pour des articles plus généraux, voir Climat de la Normandie et Climat du Calvados.
En 2010, le climat de la commune est de type climat océanique altéré, selon une étude du CNRS s'appuyant sur une série de données couvrant la période 1971-2000. En 2020, Météo-France publie une typologie des climats de la France métropolitaine dans laquelle la commune est exposée à un climat océanique et est dans la région climatique  Normandie (Cotentin, Orne), caractérisée par une pluviométrie relativement élevée (850 mm/a) et un été frais (15,5 °C) et venté. Parallèlement le GIEC normand, un groupe régional d'experts sur le climat, différencie quant à lui, dans une étude de 2020, trois grands types de climats pour la région Normandie, nuancés à une échelle plus fine par les facteurs géographiques locaux. La commune est, selon ce zonage, exposée à un « climat des plateaux abrités », correspondant à la plaine agricole de Caen à Falaise, sous le vent des collines de Normandie et proche de la mer, se caractérisant par une pluviométrie et des contraintes thermiques modérées.
Pour la période 1971-2000, la température annuelle moyenne est de 10,8 °C, avec  une amplitude thermique annuelle de 11,6 °C. Le cumul annuel moyen de précipitations est de 736 mm, avec 12 jours de précipitations en janvier et 7,6 jours en juillet. Pour la période 1991-2020, la température moyenne annuelle observée sur la station météorologique la plus proche, située sur la commune de Bernières-sur-Mer à 7 km à vol d'oiseau, est de 11,7 °C et le cumul annuel moyen de précipitations est de 695,0 mm,. Pour l'avenir, les paramètres climatiques de la commune estimés pour 2050 selon différents scénarios d'émission de gaz à effet de serre sont consultables sur un site dédié publié par Météo-France en novembre 2022.

## Urbanisme

### Typologie
Au 1er janvier 2024, Fontaine-Henry est catégorisée commune rurale à habitat dispersé, selon la nouvelle grille communale de densité à 7 niveaux définie par l'Insee en 2022.
Elle est située hors unité urbaine. Par ailleurs la commune fait partie de l'aire d'attraction de Caen, dont elle est une commune de la couronne,. Cette aire, qui regroupe 296 communes, est catégorisée dans les aires de 200 000 à moins de 700 000 habitants,.

### Occupation des sols
L'occupation des sols de la commune, telle qu'elle ressort de la base de données européenne d'occupation biophysique des sols Corine Land Cover (CLC), est marquée par l'importance des territoires agricoles (82 % en 2018), une proportion identique à celle de 1990 (82 %). La répartition détaillée en 2018 est la suivante : 
terres arables (81,1 %), forêts (11,7 %), zones urbanisées (6,3 %), prairies (0,8 %). L'évolution de l'occupation des sols de la commune et de ses infrastructures peut être observée sur les différentes représentations cartographiques du territoire : la carte de Cassini (XVIIIe siècle), la carte d'état-major (1820-1866) et les cartes ou photos aériennes de l'IGN pour la période actuelle (1950 à aujourd'hui).

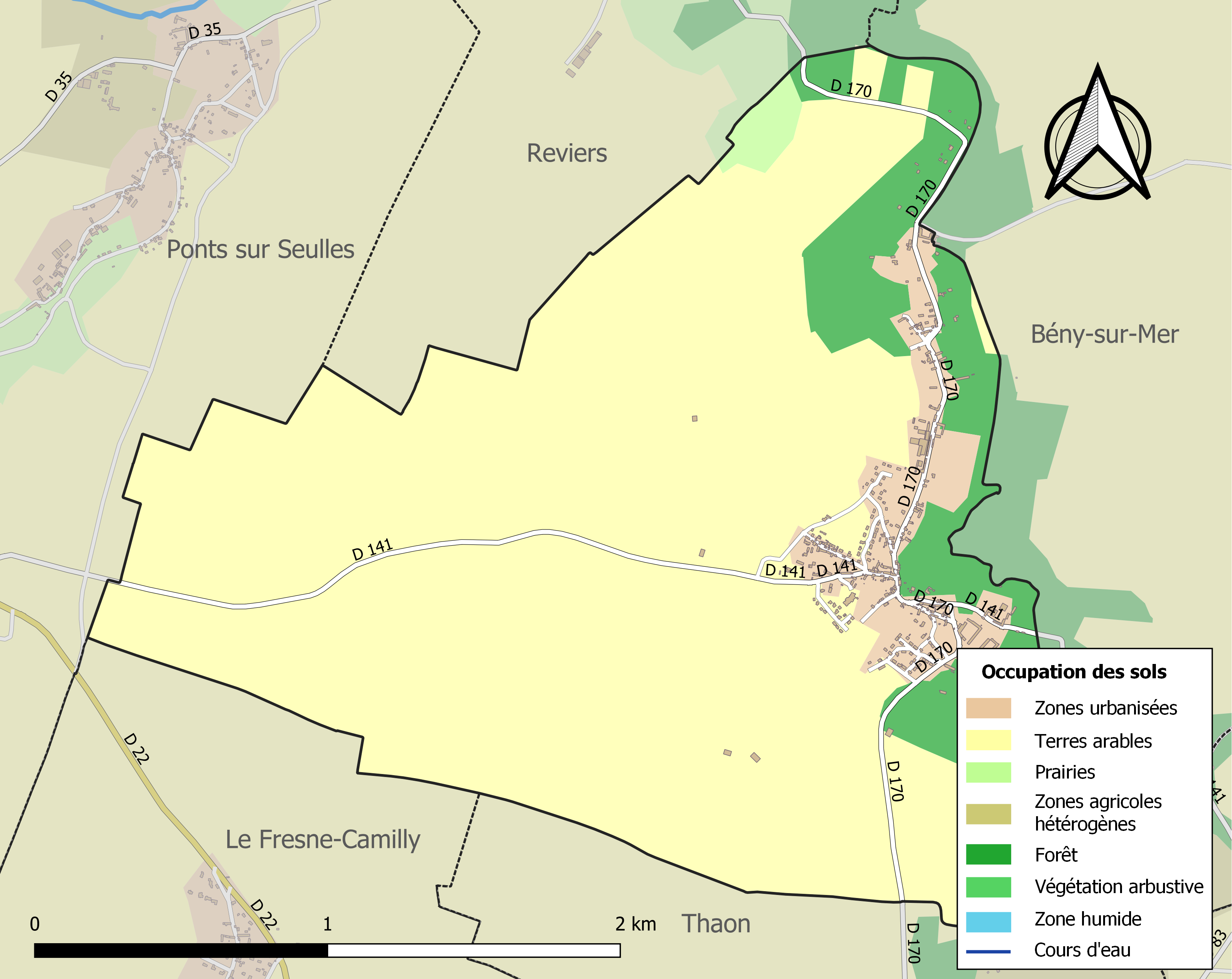
Carte des infrastructures et de l'occupation des sols de la commune en 2018 (CLC).

## Toponymie
Le nom de la localité est attesté sous les formes latinisées Fontes en 1209 et Fontes Henrici en 1297.
Il s'agit d'une formation toponymique médiévale en Fontaine, appellatif toponymique commun dans le domaine d'oïl et fréquemment employé dès le Moyen Âge. L'étymologie du nom commun fontaine, remonte au gallo-roman FONTANA, dérivé ultimement du latin fōns « source, fontaine », tout comme FONTANELLA qui a donné les nombreux Fontenelle.
Il est suivi de l'anthroponyme Henry qui a conservé l'ancienne graphie du moyen français, modifiée en Henri quand il est utilisé comme prénom, contrairement au patronyme Henry et aux noms de personnes Thierry, Amaury, etc. dont l'élément -ry a la même origine. Le mode de composition appellatif + anthroponyme dénote une formation médiévale plutôt tardive dans une région où la formule inverse est de règle au Moyen Âge. Henry représente peut-être Henry de Tilly[réf. à confirmer].
Quoi qu'il en soit, le sens global est celui de « fontaine de Henry ».
Le gentilé est Fontenois.

## Histoire
En 1827, Fontaine-Henry (409 habitants en 1821) absorbe Moulineaux (101 habitants), au nord de son territoire.

## Politique et administration
| Période                                  | Période   | Identité                   | Étiquette   | Qualité |
| ---------------------------------------- | --------- | -------------------------- | ----------- | --- |
| 1860                                     | 1876      | Louis Lepelletier          |             | |
| 1876                                     | 1878      | Éléonor Fanet              |             | |
| 1878                                     | 1898      | Gontran de Cornulier       | Légitimiste | Agriculteur, député, président de la Société d'encouragement pour l'amélioration de la race du cheval français de demi-sang |
| 1898                                     | 1925      | Jean de Cornulier          |             | |
| 1925                                     | 1940      | Pierre d'Oilliamson        |             | |
| 1940                                     | 1965      | Élie d'Oilliamson          |             | |
| 1965                                     | 1972      | Pierre Nédélec             |             | |
| 1972                                     | 1978      | Michel Landré              |             | |
| 1978                                     | 1989      | Maurice Nédélec            |             | |
| 1989                                     | mars 2008 | Jean-Claude Leclère        |             | |
| mars 2008                                | mai 2020  | Philippe Caillère          | SE          | Chef d'entreprise |
| mai 2020                                 | En cours  | Cyrille Rosello De Moliner | SE          | Chauffeur d'engin de travaux publics                                                                                        |
| Les données manquantes sont à compléter. |           |                            |             | |

Le conseil municipal est composé de onze membres dont le maire et deux adjoints.
| Période                                  | Période | Identité        | Étiquette | Qualité |
| ---------------------------------------- | ------- | --------------- | --------- | ------- |
| ?                                        | 1827    | Michel Bétourné |           |         |
| Les données manquantes sont à compléter. |         |                 |           |         |

## Démographie
L'évolution du nombre d'habitants est connue à travers les recensements de la population effectués dans la commune depuis 1793. Pour les communes de moins de 10 000 habitants, une enquête de recensement portant sur toute la population est réalisée tous les cinq ans, les populations de référence des années intermédiaires étant quant à elles estimées par interpolation ou extrapolation. Pour la commune, le premier recensement exhaustif entrant dans le cadre du nouveau dispositif a été réalisé en 2008.
En 2022, la commune comptait 519 habitants, en évolution de +10,66 % par rapport à 2016 (Calvados : +1,58 %, France hors Mayotte : +2,11 %).
Fontaine-Henry a compté jusqu'à 518 habitants en 1831, mais les deux communes de Fontaine-Henry et Moulineaux, fusionnées en 1827, avaient totalisé 545 habitants au recensement de 1806 (respectivement 421 et 124 habitants). Le maximum de 1831 a presque été atteint en 1999 (517 habitants), mais la commune perd à nouveau des habitants depuis.
| 1793 | 1800 | 1806 | 1821 | 1831 | 1836 | 1841 | 1846 | 1851 |
| ---- | ---- | ---- | ---- | ---- | ---- | ---- | ---- | ---- |
| 405  | 386  | 421  | 409  | 518  | 501  | 489  | 480  | 468  |

| 1856 | 1861 | 1866 | 1872 | 1876 | 1881 | 1886 | 1891 | 1896 |
| ---- | ---- | ---- | ---- | ---- | ---- | ---- | ---- | ---- |
| 459  | 406  | 391  | 375  | 361  | 378  | 333  | 355  | 332  |

| 1901 | 1906 | 1911 | 1921 | 1926 | 1931 | 1936 | 1946 | 1954 |
| ---- | ---- | ---- | ---- | ---- | ---- | ---- | ---- | ---- |
| 315  | 314  | 283  | 237  | 219  | 203  | 213  | 290  | 352  |

| 1962 | 1968 | 1975 | 1982 | 1990 | 1999 | 2006 | 2008 | 2013 |
| ---- | ---- | ---- | ---- | ---- | ---- | ---- | ---- | ---- |
| 341  | 370  | 364  | 348  | 448  | 517  | 485  | 476  | 487  |

| 2018 | 2022 | - | - | - | - | - | - | - |
| ---- | ---- | - | - | - | - | - | - | - |
| 462  | 519  | - | - | - | - | - | - | - |

| 1793 | 1800 | 1806 | 1821 |
| ---- | ---- | ---- | ---- |
| 96   | 119  | 124  | 101  |

## Lieux et monuments
- Le château de Fontaine-Henry, château Renaissance, et la chapelle qui font l'objet d'un classement au titre des monuments historiques depuis le 22 novembre 2011[30]. À l'intérieur, deux de ses tableaux sont classés à titre d'objets[31].
- L'église de la Nativité-de-Notre-Dame qui fait l'objet d'un classement au titre des monuments historiques depuis 1862[32]. Une statue du XVe siècle est classée à titre d'objet[33].
- Le lavoir public de Fontaine-Henry.
- L'église Saint-Clair du XVIe siècle, ancienne église paroissiale de Moulineaux.
- Le lavoir de Moulineaux.

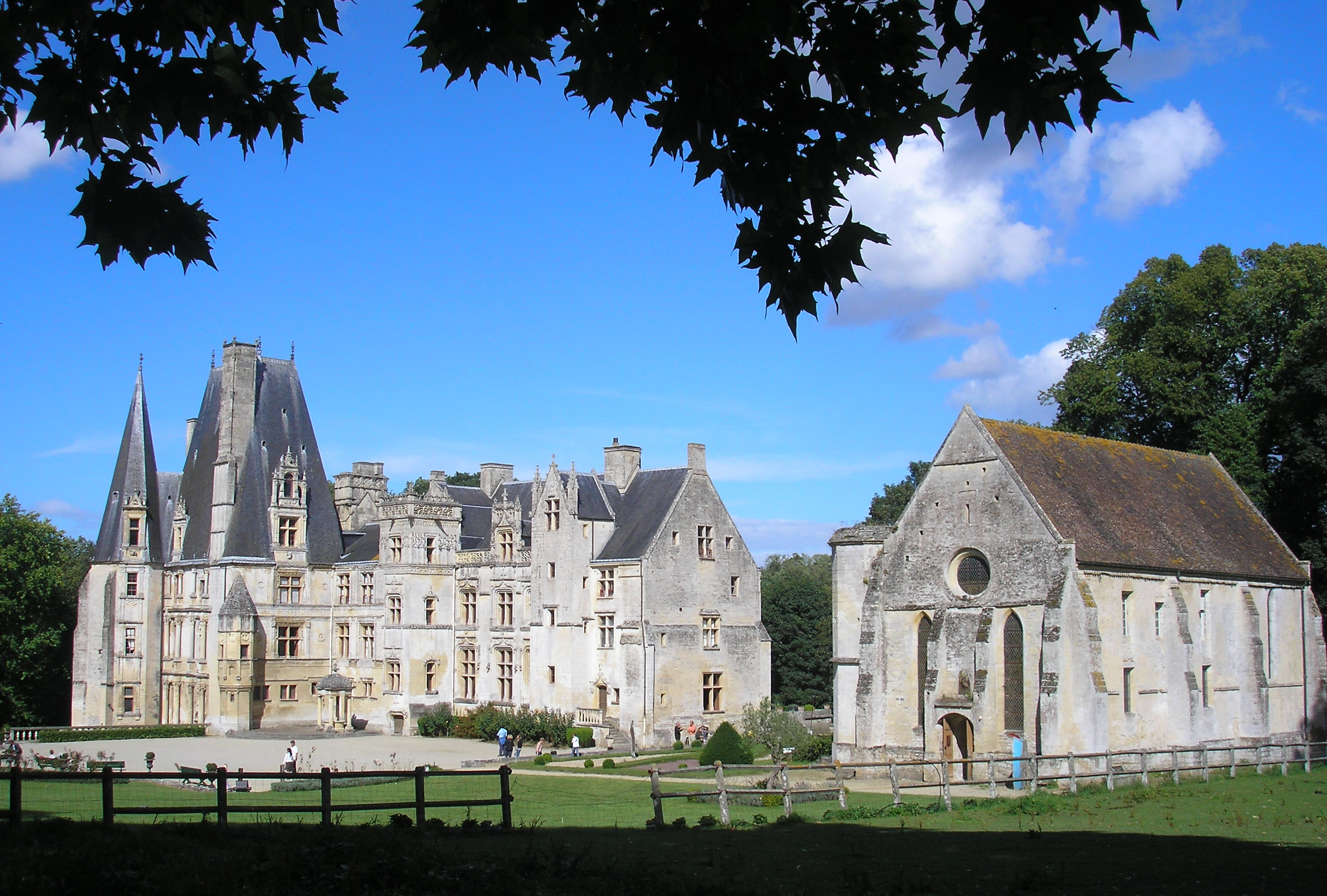
Le château et la chapelle.
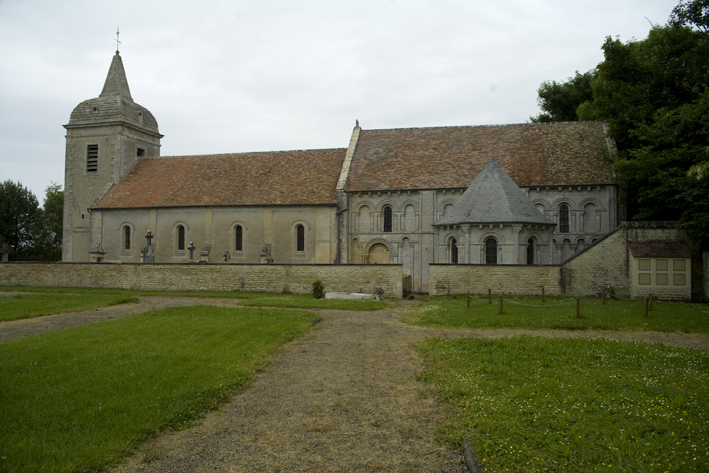
L'église de la Nativité-de-Notre-Dame.
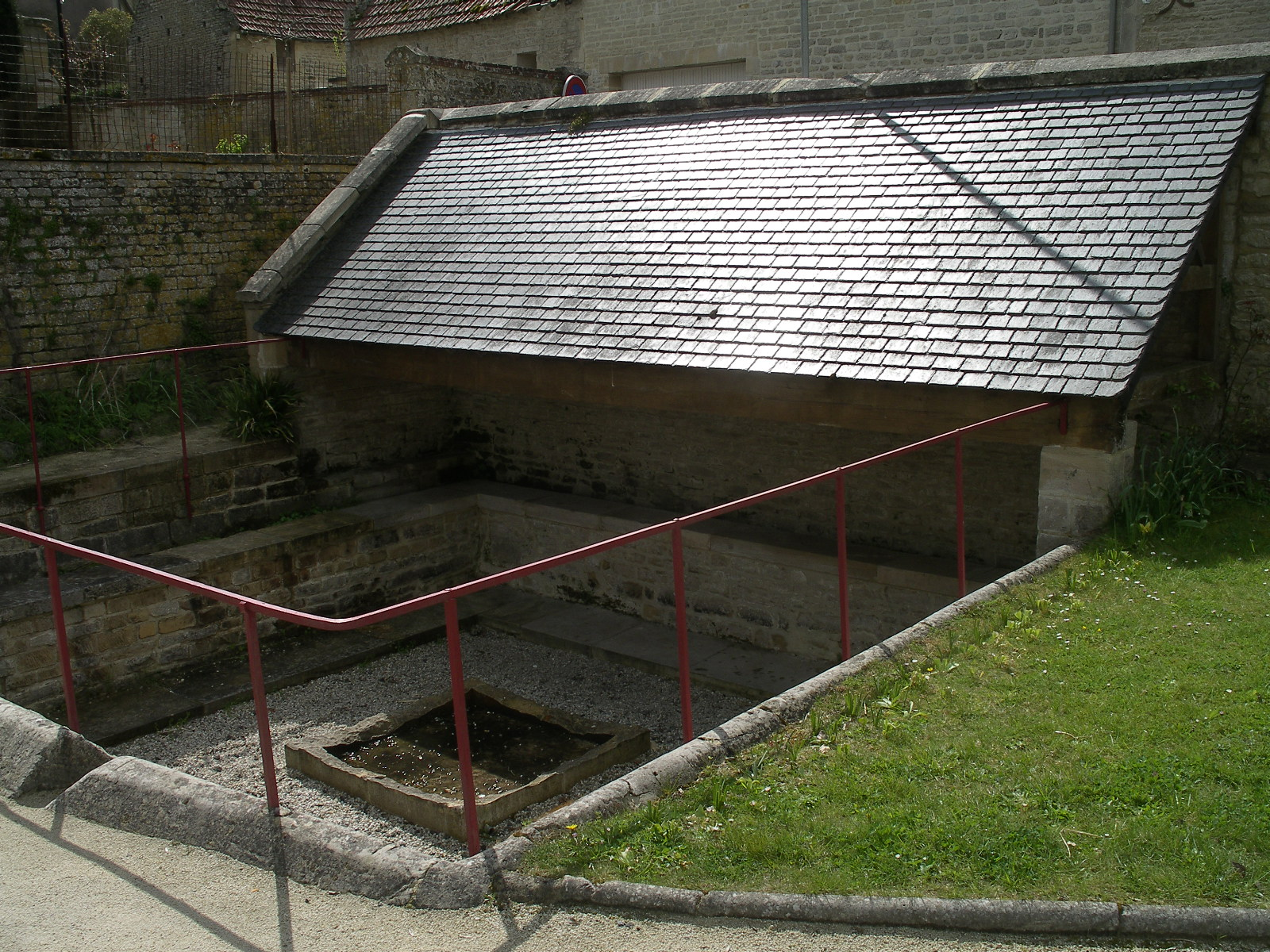
Le lavoir de Fontaine-Henry.
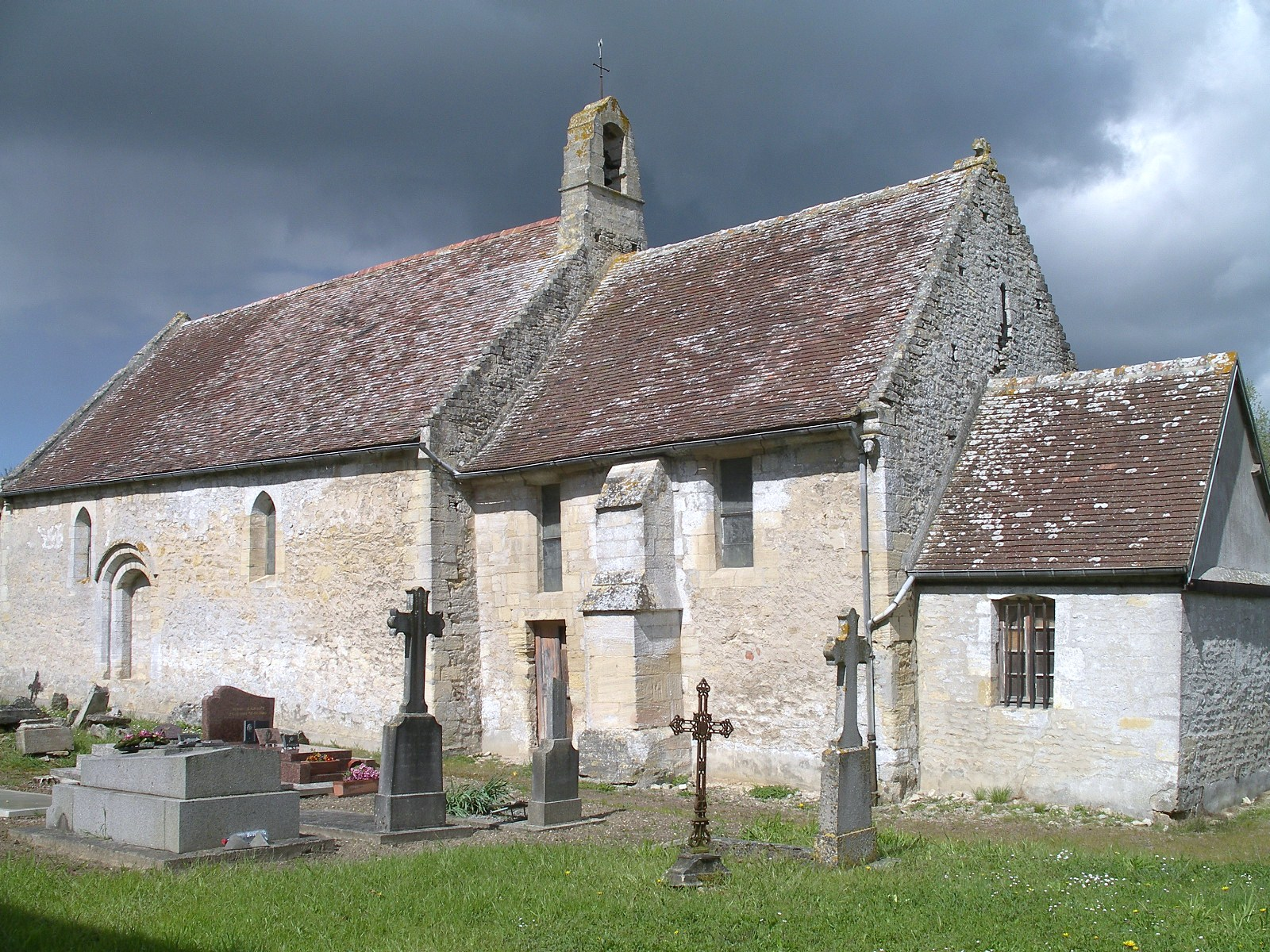
L'église Saint-Clair.
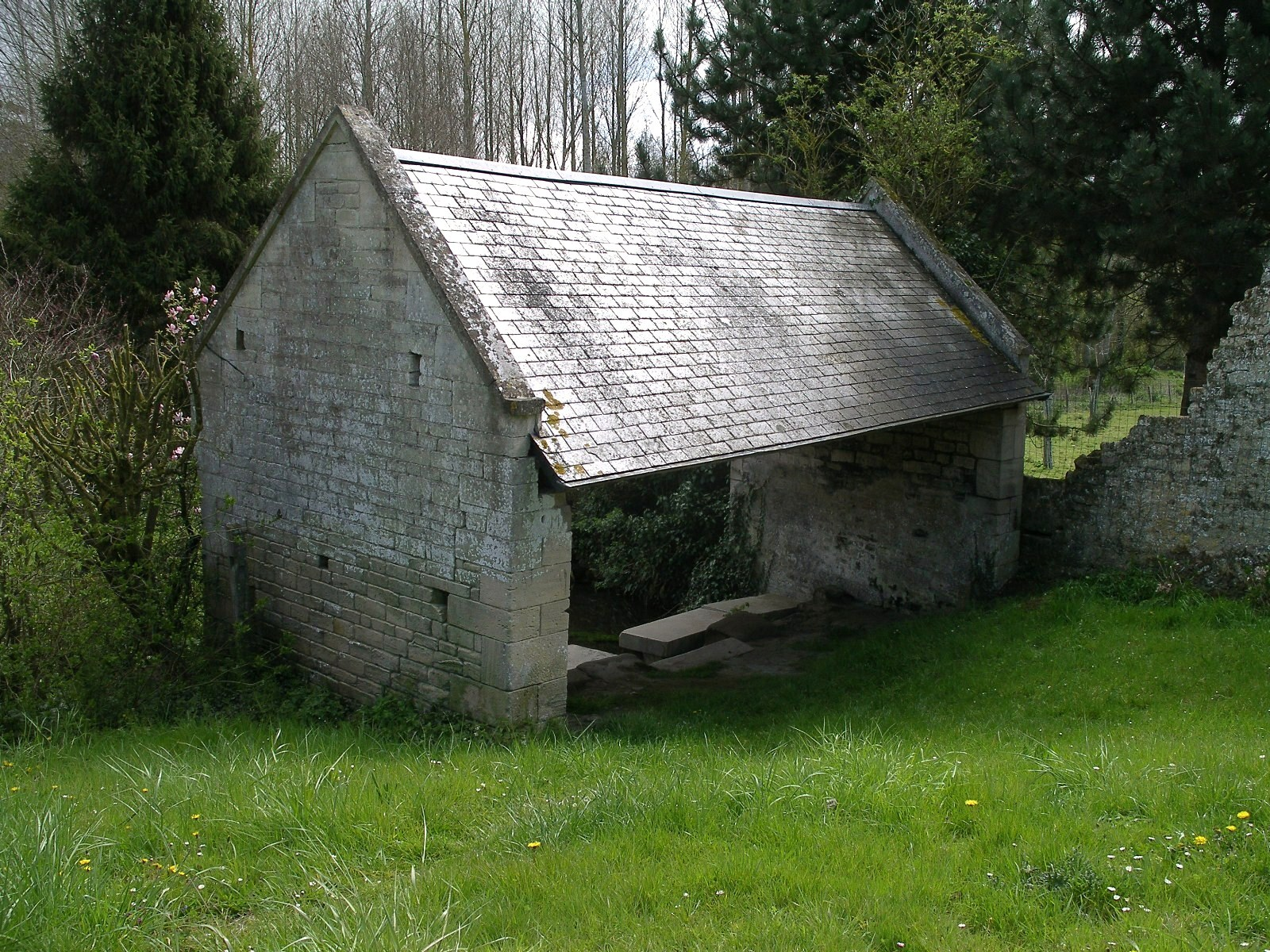
Le lavoir de Moulineaux.

## Activité et manifestations

### Jumelage
- Scorriton (en) (Royaume-Uni) depuis 1982.

## Personnalités liées à la commune
- Gontran de Cornulier (1825-1898 à Fontaine-Henry), homme politique, député du Calvados de 1885 à 1893, très investi dans le développement du trotteur français. La plus grande course de trot monté porte son nom.

## Héraldique
|  | Les armoiries de Fontaine-Henry se blasonnent ainsi : Parti : au 1er mi-parti d'or à trois fleurs de lis de gueules, au 2e de gueules, aux lettres capitales anglaises F et H de sable entrelacées brochant sur le tout, à deux léopards d'or l'un au-dessus de l'autre sur-brochant sur le H et sur le 2e du parti. Les deux léopards d'or sur champ de gueules rappellent les armes de la Normandie. |